# UCI's løbskategorier
UCI's løbskategorier er den officielle inddeling af UCI-cykelløb. Den angives som en kode, der består af to eller tre dele adskilt af punktum, der angiver både typen af løbet (første del) samt vigtigheden eller sværhedsgraden (den anden og tredje del). Den første del af koden kan være et heltal eller en forkortelse, mens den anden del normalt er et heltal.
Klassificeringen styrer blandt andet deltagende hold, pengepræmier og point til UCI's landevejsrangliste.

## Landevejscykling
Første del af løbskoden angiver om løbet er et endagsløb (angives med "1") eller et etapeløb (angives med "2").
Andel del angivet løbets rangering. Dette kan være (fra højest til lavest):
- "UWT" (UCI World Tour) eller "WWT" (Women’s World Tour)
- "Pro"
- "1"
- "2"

Eksempelvis angiver "2.2" et etapeløb i kategori 2.

## Eksempler på løb
| Kategori    | Beskrivelse                | Eksempler                                                                                                  |
| ----------- | -------------------------- | --- |
| 1.UWT2.UWT  | UCI World Tour-løb         | Tour de France, Tour of Flanders, Paris–Roubaix, Liège–Bastogne–Liège, Tour de Suisse, UAE Tour            |
| 1.WWT 2.WWT | UCI Women's World Tour-løn | Strade Bianche Donne, La Flèche Wallonne Féminine, Giro d'Italia Donne, Simac Ladies Tour                  |
| 1.Pro 2.Pro | Endagsløb Etapeløb         | Paris–ToursArctic Race of NorwayTour of UtahTour de LangkawiDanmark RundtDeutschland TourVuelta a San Juan |
| 1.1 2.1     | Endagsløb Etapeløb         | Le SamynTour de TaiwanTour of SlovakiaTour of Thailand                                                     |
| 1.2 2.2     | Endagsløb Etapeløb         | Paris–Troyes, Tour de Normandie,                                                                           |